# Phineas and Ferb’s Quantum Boogaloo
«Phineas and Ferb’s Quantum Boogaloo» (с англ. — «Квантовый трип-хоп Финеса и Ферба») — является четырнадцатым эпизодом второго сезона оживленного телесериала Финес и Ферб. Это первоначально передавали на Диснее XD в США 21 сентября 2009 года. В эпизоде Финес и его сводный брат Ферб путешествуют в будущее, теперь взрослая Кэндэс, которая путешествует назад во времени, наконец, прижучивает братьев. При этом, она выделяет цепную реакцию, приводящую к альтернативному будущему, в котором правит Фуфелшмертц.
Квантовый трип-хоп Финеса и Ферба, написанный Скоттом Петерсоном и направленный Заком Монкрифом, был оценён на телевидении. Эпизод был задуман как средство расширения заговора машины времени, который был введен ранее в эпизоде, Зависит от времени. Дэн Повенмайр и Джефф «Болото» Марш, соучредители Финеса и Ферба, централизовали элементы фильмов «Путешествия во времени», таким как машина времени (1960) и трилогия Назад в будущее (1985—1990). Многократные сцены в эпизоде предназначались, чтобы быть скорее запутывающими и трудно понятными, чтобы заинтересовать зрителей, таким образом, они будут наблюдать эпизод многократно, пытаясь изучить что-то новое каждый раз.

## Сюжет
Финес и его сводный брат Ферб узнают от их друга Балджита, что инструмент, в котором он нуждается для его последнего проекта, должен все же быть. Они и их подруга Изабелла заимствуют машину времени, демонстрирующуюся в местном музее, чтобы поехать на двадцать лет в будущее. Как только они прибывают, Изабелла остается с машиной времени, в то время как мальчики входят в задний двор своей сестры Кэндэс, где её сыновья Фред и Ксавье, ничего не делающие, сидят под деревом. Мальчики убеждают своих будущих племянников быть активными, а те взамен Финесу и Фербу дают инструмент, в котором они нуждаются. Когда они уезжают, Кэндэс из-за этого вспоминает про то, что нельзя было прижучить из-за пропажи изобретений. Она берет свою мать Линду в музей, где мальчики уезжают, прямо прежде, чем Линда может видеть их.
Профессор Онэссис, который изобрел машину времени в 1800-х, прыбывает в будущее на такой же машине времени, Кэндэс крадет её. Она едет назад в день, когда мальчики построили «американские горки» в своем заднем дворе и преуспевают в том, чтобы заставить свою мать видеть проделки мальчиков, наконец осуществляя её мечту прижучивания их. Однако Кэндэс случайно избавляется от Перри и оставляет магнитный механизм Фуфелшмертца. В течение двадцати лет всё в мире запрещается для детей, из-за страха повторения ужасных случаев Финеса и Ферба. Фуфелшмертц в конечном счёте получает власть, эффективно становясь императором мира.
После прибытия в альтернативное будущее Фуфелшмертца, Кэндэс возвращается ко дню «американских горок», чтобы помешать себе, вмешаться, чтобы не было альтернативоного будущего. Машина времени разрушена. Две Кэндэс идут в задний двор, чтобы убедить мальчиков наладить машину времени в музее, создавая парадокс, и в результате Кэндэс от альтернативного будущего (носящая белый лабораторный халат) прекращает существование. Мальчики тогда устанавливают машину времени. Изабелла говорит Фербу, что поездка на американских горках и путешествие во времени были интересными. Кэндэс замечает себя из будущего и хочет отвести себя к Линде. Кэндэс из прошлого и будущего вернулись в будущее. Кэндэс из прошлого пришла к Линде на работу, чтобы прижучить братьев и это у неё не получается.
Племянники Финеса и Ферба говорят, что Изабелла похожа на тётю Изабеллу. Изабелла узнает, что в будущем она выйдет замуж либо за Финеса или за Ферба.

## Производство
«Квантовый трип-хоп Финеса и Ферба» был написан Скоттом Петерсоном и направлены Заком Монкрифом. Финес и Ферб ранее произвели эпизод, «Зависит от времени», который показал машину времени. Соучредитель Дэн Повенмайер заявил, что наслаждался результатом сказанного эпизода. Авторы преднамеренно оставили машину времени доступной для использования мальчиков в конце эпизода так, чтобы они могли снова использовать это в более позднем эпизоде. В конечном счете, они задумывали заговор, где «Финес и Ферб входят в будущее и фактически рассматривают Кэндэс как взрослого, который вытаскивает все способы прижучивания и у него всё получается».
Команда провела долгое количество времени, планируюя эпизод в комнате, используя липкие примечания, чтобы удостовериться, что это теряло ясные значенияи не было понятно зрителям. Производственный персонал базировал большое использование путешествия во времени в «Квантовом трип-хопе Финеса и Ферба». Цель команды состояла в том, чтобы удостовериться, что все осталось сильным к определенной логической точке зрения, которые приводят к нескольким не реальным проблемам, включая несколько парадоксов, вовлекающих в путешествие во времени. Члены команды стремились рисковать в элементах, которые казались сложными, поскольку их детских зрителей считали достаточно умными, чтобы понять такие элементы. Производственный персонал надеялся, что серию будут смотреть много раз, чтобы узнать что-то новое каждый раз.

## Восприятие
Эпизод получил вообще положительные обзоры от телекритиков. Блум похвалил шутку о Стейси, становящейся президентом Уругвая, и назвал песню Фуфелшмерца, «Это Была Заколдованная жизнь». Пэйдж Визер Chicago Sun-Times рассматривал основные моменты эпизода телевидения 21 сентября, сочиняя, что она «не могла быть более взволнована». «Новости» хорошо перечисляли эпизод на своих «Лучших 55 Телепрограммах на 20-26 сентября 2009»